# Кеймен, Генри
Генри Кеймен (Henry Kamen; род. 4 октября 1936, Рангун, Британская Индия) — британский историк, испанист, исследователь испанской инквизиции и специалист по истории Испании от эпохи Возрождения до промышленной революции.
Доктор философии (1963), эмерит-профессор Высшего совета по научным исследованиям в Барселоне. Феллоу Королевского исторического общества.

## Биография и творчество
Родился в семье инженера.
Окончил с первоклассным отличием Оксфорд (бакалавр, 1960).
Докторскую степень (D.Phil.) получил там же. В 1963-66 гг. лектор Эдинбургского ун-та, в 1966-90 гг. ридер Уорикского университета.
С 1991 года профессор Высшего совета по научным исследованиям в Барселоне, ныне эмерит-профессор.
С 1990 г. женат на учительнице.
В 1965 году впервые вышла его The Spanish Inquisition (в 1997 году выйдет A Historical Revision). Автор биографий испанских королей Филиппа II и Филиппа V.
Автор ряда бестселлеров. Среди его работ El Siglo de Hierro (Madrid, 1977); La Inquisición española (Barcelona, 1985); Una sociedad conflictiva: España 1469—1714 (Madrid, 1984); Felipe de España (Madrid, 9ª ed., 1998); Philip of Spain (Yale University Press, 1998); Spain’s Road to Empire (Allen Lane, 2002) {Рец. Piers Brendon}.
- The Phoenix and the Flame: Catalonia and the Counter Reformation {Рец.}
- Philip of Spain, New Haven, CT, Yale University Press, 1997; ISBN 0-300-07081-0 {Рец. Гельмута Кёнигсбергера}
- The Spanish Inquisition: A Historical Revision. New Haven: Yale University Press, 1997. ISBN 0-300-07522-7 {Рец.}
- The Disinherited: The Exiles Who Created Spanish Culture. London, Penguin, Allen Lane, 2007 {Рец.}
- The Spanish Inquisition: A Historical Revision. 4th ed. New Haven, CT: Yale University Press, 2014 {Рец.}

## Интервью
- Henry Kamen: «Podemos miente al perpetuar el mito de España como nación en decadencia» (24/02/2020)
- Henry Kamen: «Hay que dejar atrás el cuadro de una España inferior u hostil con el mundo, es falso» (25/05/2022)
- Henry Kamen: «Hernán Cortés no conquistó nada, ni liberó a nadie, fueron los indios» (28/05/2022)
- Henry Kamen: «Leyenda negra es una frase para los que no quieren estudiar la historia de España» (2022)